# ناطحة سحاب

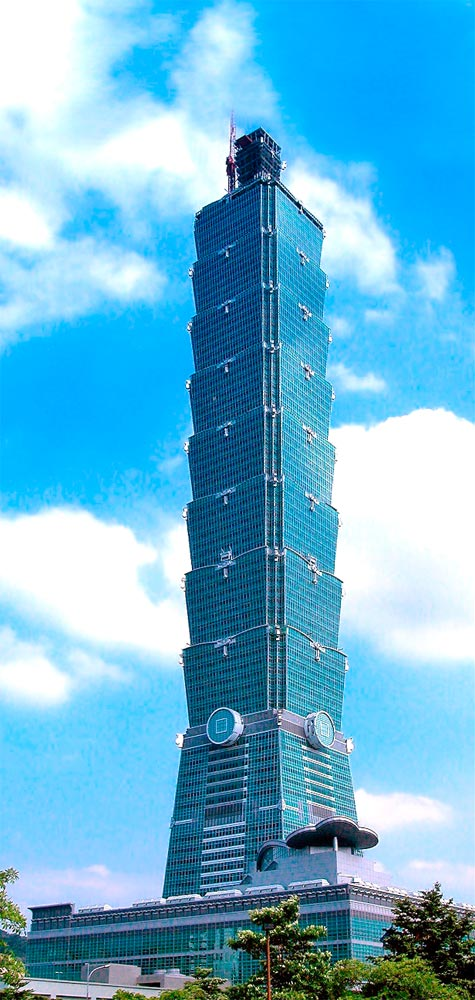
ناطحة السحاب تايبي 101

ناطِحَة السَّحاب أو الصَّرْح مبنى شديد الارتفاع. وبالرغم من عدم وجود تعريف رسمي لناطحة السحاب، إلا أنه أحياناً يعد ارتفاع مبنى ل 150 متر مؤهلاً له بأن يطلَق عليه اسم ناطحة سحاب. ويعد الشكل والمظهر من الخصائص الأخرى للمبنى التي تؤهله لأن يطلق عليه اسم ناطحة سحاب. وتعدّ مدينة شيكاغو الأمريكية محل ميلاد ناطحات السحاب.

## تصنيف أطول الأبراج
يتم استعمال أربعة مقاييس تصنيف أعلى البنايات على مستوى العالم، وهي:
- الارتفاع على أساس القمة البنائية أو المعمارية.
- الارتفاع على أساس أعلى طابق حقيقي في المبنى.
- الارتفاع على أساس علو سطح المبنى.
- الارتفاع على أساس علو الصاري الموجود على سطح.
- الارتفاع على أساس علو قياسات الرياح.

ناطحات السحاب في شيكاغو.

## تاريخ وتطور ناطحة السحاب

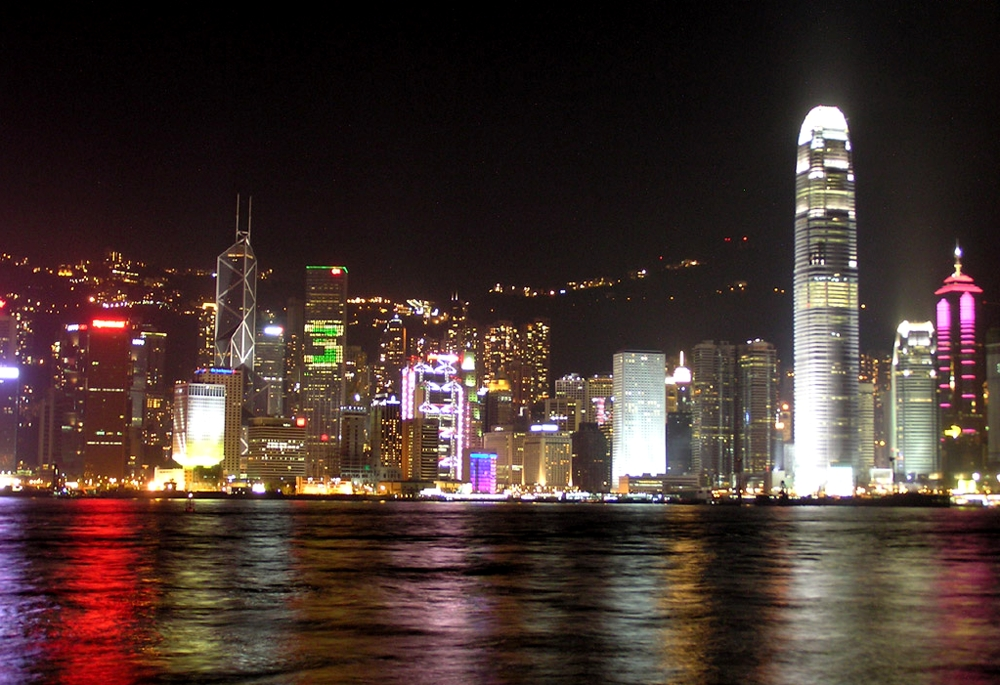
خط أفق مدينة هونغ كونغ

المصطلح ناطحة السحاب (skyscraper) استخدم في القرن الثامن عشر للدلالة على الأعمدة العالية للسفن الإنجليزية. منذ بداية القرن العشرين وطوال العصر الحديث والمعاصر، المصطلح ناطحة السحاب يشير إلى نوع معين من المباني، أعلى تشييد صُمم من قبل البشر: البرج الحديث بهيكل معدني.
يعدّ ناطحة سحاب أي بناء ارتفاعه أكثر من 100 متراً. ومع ذلك لا يقتصر على قياس الارتفاع بالأمتار، في العادة تُعتبر ناطحات السحاب المباني التي ارتفاعها يتجاوز 15 طابقاً (في البدايات اعتبر مبنى واينرايت ذي الطوابق العشرة أول ناطحة سحاب). مبانٍ بهذا التعريف موجودة (حتى بكميات كبيرة) في معظم مدن العالم، ولهذا السبب اجتمع عدد من كبار المهندسين المعماريين في المجلس الدولي للهندسة (الاتحاد العالمي للأبراج الشاهقة - World Federation of Great Towers) لإعطاء المزيد من التمييز بين المباني التي لها عدة طوابق وناطحات السحاب الحقيقية (التي لا تزال قليلة جداً في العالم).

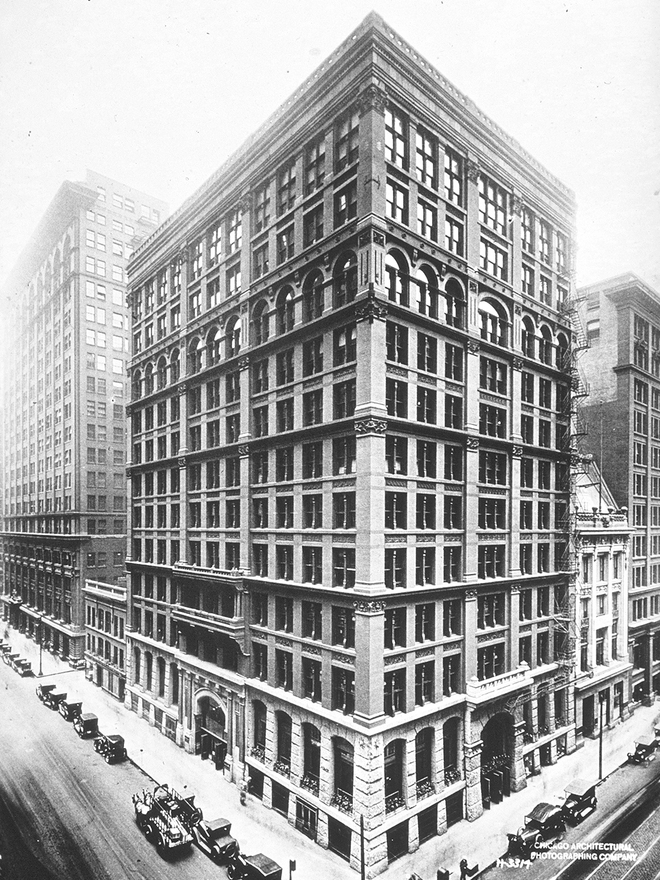
مبنى بيت التأمين أول ناطحة سحاب في العالم

الثورة الصناعية وإدخال الأت أدى إلى بناء أبراج عالية من الحجارة والزجاج والفولاذ على جزيرة مانهاتن في مدينة نيويورك. بعد ذلك وصل ارتفاع هذه المباني إلى مئات من الأمتار (ما يعادل 100 طابق) مثل امبير بلدنك وأبراج مركز التجارة العالمي.
ابتداء من عام 1920 في نيويورك، بدأت منافسة حقيقية اشترك فيها مئات من شركات التمويل، والآلاف من الناس بين مهندسين معماريين ومهنيين لتشييد أعلى مبنى في العالم.
هذه المنافسة بالارتفاعات لم تنته بنهاية الحرب العالمية الثانية، وبعد عشرين عاماً بلغت ذروتها وانتقل خط العمل من مركز المدينة (مليء بالمباني) إلى منطقة السوق المالي في أقصى جنوب مانهاتن (مانهاتن السفلى). هنا بين عامي 1966 و 1973 تم بناء البرجين التوأمين: مركز التجارة العالمي.
بسبب إدخال وسائل الاتصال الحديثة (الهواتف النقالة والإنترنت)، الشركات الكبرى في القرن العشرين فقدت احتياجاتها لتركيز موظفي ومكاتب في مكان واحد.
ولكن اليوم في الشرق الأقصى، وخصوصاً الصين وهونغ كونغ تُشيد سوبر ناطحات سحاب للاحتفال بالثروة والتطور التكنولوجي الذي حققته حكومة بكين.

### جزيرة ناطحات السحاب
في بداية القرن العشرين، على مدى سنوات تمتد من 1920 إلى 1940 تم بناء في وسط مانهاتن عدة ناطحات سحاب. قبل مضي زمن قصير، في الوقت الذي كان فيه العالم يتجه نحو الحرب العالمية الثانية، الجزيرة الرئيسية في نيويورك أصبحت من أبرز مراكز العلم والتكنولوجيا.
من أهم المباني التي بنيت في ذلك الوقت في مانهاتن، هم: مبنى كرايسلر (1931، 319 متر، و 77 طابقا، وبناء تشانين (1920، 215 متر، و 44 طابق)، ومبنى شركة جنرال الكتريك (1931، 270 متر، و 70 طابق، ومبنى امباير ستيت (1931، 381 مترا، 102 طابق).